# Дъжд (филм, 1975)
Вижте пояснителната страница за други значения на Дъжд.
Дъжд е българска телевизионна новела (историко-революционна драма) от 1975 година по сценарий на Лиляна Михайлова. Режисьор е Венелин Пенков. Оператор на филма е Валентин Русев. Художник Ганко Войнов. 

## Актьорски състав
| В главните роли    | Изпълнител        |
| ------------------ | ----------------- |
| Учителя, нелегален | Георги Стефанов   |
| агента             | Виктор Данченко   |
|                    | Никола Чиприянов  |
|                    | Андрей Медникаров |